# Istoria Ciadului
Chad (în arabă, تشاد  (Tšad); în franceză, Tchad), oficial Republica Ciad, este o țară fără ieșire la mare din Africa Centrală.  Se învecinează cu Libia la nord, cu Sudan la est, cu Republica Cetrafricană la sud, cu Camerun și Nigeria la sud-vest, respectiv cu Niger la vest.   Datorită depărtării considerabile față de mare și climatului său deșertic, despre Ciad se spune uneori că ar fi "Inima moartă a Africii". 